# دی‌جی کمبل
دی‌جی کمبل (انگلیسی: DJ Campbell؛ زادهٔ ۱۲ نوامبر ۱۹۸۱) بازیکن فوتبال اهل بریتانیا است.
از باشگاه‌هایی که در آن بازی کرده‌است می‌توان به باشگاه فوتبال میدنهد یونایتد، باشگاه فوتبال دربی کانتی، باشگاه فوتبال کویینز پارک رنجرز، باشگاه فوتبال بلکبرن روورز، باشگاه فوتبال استون ویلا، باشگاه فوتبال بلکپول، باشگاه فوتبال استیونج، باشگاه فوتبال ایپسویچ تاون، باشگاه فوتبال میلوال، باشگاه فوتبال بیرمنگام سیتی، باشگاه فوتبال برنتفورد، باشگاه فوتبال چشام یونایتد، باشگاه فوتبال بیلریکای، و باشگاه فوتبال لستر سیتی اشاره کرد.
وی همچنین در تیم ملی فوتبال C انگلیس بازی کرده‌است.